# Pelastoneurus fernandopoensis
Pelastoneurus fernandopoensis är en tvåvingeart som beskrevs av Grichanov 2004. Pelastoneurus fernandopoensis ingår i släktet Pelastoneurus och familjen styltflugor.
Artens utbredningsområde är Ekvatorialguinea. Inga underarter finns listade i Catalogue of Life.